# Margarete von Frankreich (1254–1271)
Margarete von Frankreich (französisch Marguerite de France; * 1254 oder 1255; † Juli 1271) war eine französische Prinzessin aus der Dynastie der Kapetinger und durch Heirat mit Johann I. Herzogin von Brabant.
Sie kam als zweitjüngste Tochter des französischen Königs Ludwig IX. und seiner Frau Margarete von der Provence nach deren Rückkehr vom Kreuzzug nach Ägypten (sechster Kreuzzug) um die Jahreswende von 1254 auf 1255 in Frankreich zur Welt. Ihr älterer Bruder war der spätere König Philipp der Kühne.
Margarete wurde 1257 mit dem zukünftigen Herzog Heinrich IV. von Brabant verlobt. Die Ehe wurde allerdings nie realisiert, offenbar weil der Bräutigam geistig behindert war. Heinrich IV. dankte 1267 zugunsten seines jüngeren Bruders, Herzog Johann I., ab und trat in ein Kloster ein. Das Eheversprechen wurde nun auf den neuen Herzog übertragen, den Margarete 1270 heiratete. Sie starb allerdings schon 1271 im Kindbett mit ihrem Neugeborenen. Bestattet wurde sie in der Abtei Saint-Denis. 